# Опатия
Опа́тия (хорв. Opatija, итал. Abbazia) — город в Хорватии, на северо-востоке полуострова Истрия, на берегу залива Кварнер Адриатического моря. Население в самом городе — 7850 человек, в общине с центром в Опатии — 12 719 (2001).
Опатия непосредственно примыкает с запада к знаменитому порту Риеке. Расстояние по автодорогам до Пулы — 82 км, до итальянского Триеста — 90 км.

## География и название
Несмотря на то, что географически Опатия находится на полуострове Истрия, она принадлежит к жупании Приморье — Горски Котар.
Название города происходит от слова «аббатство» (хорв. Opatija, итал. Abbazia). Имя городу дало старинное бенедиктинское аббатство Сан-Джакомо-делла-Прелука, позднее перестроенное в виллу.
Опатия — популярный курорт. От северных ветров город защищён горным хребтом Учка. Мягкий климат, красивые виды, лавровые леса вокруг города привлекают сюда большое число туристов.

## История
Точное время основания деревни на территории Опатии неизвестно. Первое упоминание о рыбацкой деревушке на месте Опатии встречается в 1453 году.
Этот участок истрийского побережья ещё с венецианских времён был излюбленным местом для отдыха знати. Пика популярности это место достигло в австро-венгерскую эпоху (Истрия была отдана Вене после падения Венецианской республики в 1797 году). В составе Иллирийских провинций Опатия с 1805 года по 1813 год входила в состав Франции, затем была возвращена Австрийской империи.
Современная история города-курорта началась в 1844 году, когда богатый купец Иджинио Скарпа из Риеки построил здесь роскошную Villa Angiolina, наречённую в честь его покойной жены. В 1872 году к городу была подведена железная дорога. В 1889 году император Франц-Иосиф I официально провозгласил Опатию морским курортом, единственным в Австро-Венгрии того времени. Император любил зимой отдыхать в Опатии, опатийский лунгомар носит имя Франца-Иосифа. Первый отель в городе — «Grand Hotel Kvarner» был построен в 1884 году.
В Опатии в 1886 году был основан первый яхт-клуб на Адриатике. Сюда начали приезжать для отдыха известные персоны.
В начале XX века произошёл курьёзный случай. Румынский король Кароль I во время конной прогулки заблудился в лесу. Более суток судьба короля была неизвестна. Во время Первой мировой войны ряд отелей были превращены в военные госпитали. По окончании войны Опатия, как и весь полуостров Истрия, перешла во владение Италии.
С приходом к власти фашистов (1922 год) началась политика насильственной итальянизации хорватского населения Истрии, было запрещено преподавание в школах на хорватском языке. На государственную службу назначались преимущественно итальянцы.
В 1930 году в Опатии была построена летняя резиденция для итальянского короля.
В разгар Второй мировой войны, в 1943 году, поглавник Анте Павелич вернул Риеку и Опатию, наряду с другими «освобождёнными краями» (oslobodjene krajeve), в состав Хорватии. Никаких репрессий против итальянского населения не проводилось.
В 1944—1945 годах составлявшие одну конурбацию Риека, Опатия и Сушак сильно страдали от массированных англо-американских бомбардировок.
По окончании Второй мировой войны, в 1947 году вся Истрия была официально присоединена к ФНРЮ. В рассказе А. П. Чехова «Ариадна» Опация (тогда Аббация) упоминается как город, где «одна только улица». С 1947 года по настоящее время последняя носит название маршала Тито. Большая часть итальянского населения покинула город.
В 1961 году в Опатии было открыто первое в Восточной Европе казино.
В 1991 году, при распаде Югославии, Истрия оказалась в составе Хорватской республики. В декабре 1991 года в Опатии был сформирован батальон хорватского спецназа «Матия Влачич».
Многочисленные отели и виллы конца XIX — начала XX века сейчас отреставрированы и придают Опатии особый шарм.

## Упоминания в литературе
Под именем «Аббация» город упоминается в ряде литературных произведений, например, в рассказе А. П. Чехова «Ариадна» и в рассказе Тэффи «Подлецы». Прототипом адриатического городка в рассказе Владимира Набокова «Весна в Фиальте», по мнению литературоведов, послужила знакомая ему с детства Аббация. Побывав здесь с родителями ещё мальчиком, он вспоминает об этом в автобиографических «Других берегах».

## Персоналии побывавшие в городе
В Опатии отдыхали П. Н. Милюков и Э. М. Ремарк. Здесь, на вилле Далибор, умер В. Цар Эмин, хорватский писатель и публицист. В этом городе отдыхали отец современного польского государства Юзеф Пилсудский и лауреат Нобелевской премии по литературе Генрик Сенкевич. Неоднократно посещали курорт танцовщица Айседора Дункан и австрийский композитор и дирижёр Густав Малер. Здесь скончались австрийский хирург Теодор Бильрот, премьер-министр Венгрии Дьюла Сапари и государственный деятель Австро-Венгрии Казимир Грохольский.
В этом городе провели последние годы жизни Адольф Лихтблау, австрийский журналист, экономист, редактор и драматург; Мира Зоре-Арманда  — югославский и хорватский океанограф, директор Института океанографии и рыболовства.

## Достопримечательности
- Вилла Аньолина (нем.) — известная вилла, построенная в 1844 году.
- Опатийский лунгомар — прибрежный маршрут длиной 12 км с красивыми видами. С XIX века он пользовался популярностью у отдыхавших в Опатии европейских аристократов.
- Церковь Благовещения — в неороманском стиле. Построена в 1906 году.
- Церковь св. Иакова — построена в 1777 году на фундаменте бенедиктинского монастыря XV века.
- Статуя «Девушка с чайкой» — поставлена на берегу моря в 1956 году и с тех пор успела стать одним из самых узнаваемых символов города.